# پیاوه
رود پیاوه (به ایتالیایی: Piave) یا رود پیاو رودی به طول ۲۲۰ کیلومتر است که در شمال شرقی ایتالیا جریان دارد. این رود در پایان مسیر خود به دریای آدریاتیک می‌ریزد.

## مشخصات
رود پیاوه از دامنه‌های کوه پرالبا در رشته‌کوه آلپ در نزدیکی مرز اتریش سرچشمه گرفته و به سمت جنوب جریان می‌یابد. این رود سپس در فلتره به سمت جنوب شرقی تغییر مسیر داده و در پایان پس از طی ۲۲۰ کیلومتر در کورتلازو در شمال شرقی ونیز به دریای آدریاتیک می‌ریزد. حوضهٔ آبخیز این رود ۴٬۰۹۲ کیلومتر مربع مساحت دارد. تغییرات جریان رود پیاوه شدید بوده و بیشتر بخش‌های پایین‌دست رودخانه در اواخر تابستان بستری از ماسه‌های خشک است.
ریزشگاه رودخانه تا سال ۱۵۰۰ در نقطه‌ای جنوبی‌تر در نزدیکی ترپورتی قرار داشت اما پس از چند تغییر دهانهٔ آن در نزدیکی کائورله قرار گرفت تا آنکه وقوع سیلی ویرانگر در سال ۱۶۸۳ باعث تغییر خروجی رود پیاوه به مکان فعلی آن شد. در ۱۹۶۶ بارش باران سبب سیلابی‌شدن رودخانه و طغیان آن از بندهای ساخته‌شده بر آن شد.

## جنگ جهانی اول
رود پیاوه در جریان جنگ جهانی اول به خط دفاعی اصلی ایتالیایی‌ها در برابر نیروهای اتریشی پس از عبور غیر منتظرهٔ آنان از کاپورتو در ۱۹۱۷ بدل شد. اتریشی‌ها در سال ۱۹۱۸ علی‌رغم حملات شدیدشان نتوانستند از این خط دفاعی عبور کنند و در نهایت شکست آنان در نبرد ویتوریو ونتو در پایان اکتبر ۱۹۱۸ رقم خورد.